# Хосе Антоніо Ансоатегі (стадіон)
Олімпійський стадіон генерала Хосе Антоніо Ансоатегі (ісп. Estadio Olímpico General José Antonio Anzoátegui) — футбольний стадіон у Венесуелі, розташований в місті Пуерто-ла-Крус штату Ансоатегі. Місткість стадіону складає 37 485 глядачів. На «Хосе Антоніо Ансоатегі» виступають футбольні клуби «Депортіво Ансоатегі» та «Петролерос де Ансоатегі».

## Історія
Стадіон розташований на південному заході Пуерто-ла-Круса, фактично на кордоні з Барселоною, з якою портове місто утворює агломерацію. Старий стадіон Луїс Рамос (ісп. Estadio Luis Ramos), який знаходився на місці нинішнього, відкритий 8 грудня 1965 року президентом Венесуели Раулем Леоні. Він був ключовим об'єктом Спортивного комплексу Луїс Рамос (ісп. Complejo Polideportivo Luis Ramos).
У 2007 році арена була майже повністю зруйнована і на її місці було збудовано сучасний стадіон, який отримав назву Олімпійський стадіон генерала Хосе Антоніо Ансоатегі. Одночасно був перейменований спорткомплекс, який отримав ім'я Сімона Болівара (ісп. Complejo Polideportivo Simón Bolívar).
Реконструкція, що коштувала 60,4 млн доларів, була зроблена в рамках підготовки до Кубка Америки 2007 року, який вперше в історії було довірено провести Венесуелі. У рамках Кубка у Пуерто-ла-Крусі відбулися три матчі:
| Дата         | Час (EDT) | Збірна #1 | Рахунок | Збірна #2 | Раунд       |
| ------------ | --------- | --------- | ------- | --------- | ----------- |
| 4 липня 2007 | 18.30     | Мексика   | 0-0     | Чилі      | Група B     |
| 4 липня 2007 | 20.45     | Бразилія  | 1-0     | Еквадор   | Група B     |
| 7 липня 2007 | 20.50     | Чилі      | 1-6     | Бразилія  | Чвертьфінал |

В подальшому на арені проходили матчі молодіжного чемпіонату Південної Америки 2009 року.